# Друга книга Ездри
Друга книга Ездри — це второканонічна книга Ездри. В інших текстах носить інші назви. У перекладах: древньо-італійському, сирійському і у Ватиканському кодексі LXX вона називається першою книгою Ездри і поміщається попереду канонічної книги Ездри. У Вульгаті, де книги Ездри і Неємії називаються першою та другою книгами Ездри, неканонічна книга Ездри називається вже третьою. Вже в давнину там, де книги Ездри і Неємії вважалися за одну і називалися «книгою Ездри», розглянута книга була відома під назвою друга книга Ездри, яке і прийнято в нашій Біблії. У новітніх дослідників книга називається також: «Псевдо-Ездра», «Апокриф Ездри» і частіше «Грецька книга Ездри». Останнім назвою книга відрізняється, з одного боку, від канонічної книги Ездри, яка існує в єврейському тексті, з іншого — від «Апокаліпсису Ездри» (Третя книга Ездри), який зберігся в латинському тексті.

## Зміст
Друга книга Ездри починається розповіддю про урочисте святкування Пасхи за царя Йосії в 18-й рік його царювання і нарисом подальшої історії юдейського царства до вавилонського полону (гл. 1). З гл. 2 і далі у книзі оглядається післяполонний період історії юдейського народу від повернення юдеїв при Кирі до реформи Ездри включно (гл. 2-10:55). При цьому в гл. 3:1-5:6 знаходиться вставлений епізод: розповідь про суперечку трьох охоронців царя Дарія і про перемогу, здобуту в цій суперечці з Зоровавелем. Зазначений епізод представляє, власне, щось оригінальне. В інших же частинах друга книга Ездри викладає з незначними змінами розповідь канонічних книга 2 Хронік, 1 Ездри і Неємії, саме: Гл. 1 = 2 Хр 35-36.

Гл 2:1-14 = 1 Езд 1. 

Гл. 2:15-25 = 1 Езд 4:7-24. 

Гл. 5:7-70 = 1 Езд 2:1, 4:5. 

Гл. 6:1, 7:15 = 1 Езд 5-6. 

Гл. 8:1-9:36 = 1 Езд 7-10. 

Гл. 9:37-55 = Неєм 7:37-8:13.

## Походження
Звідки упорядник книги взяв розділ 3:1 — 5:6, невідомо. Можливо як те, що в основі оповіді зазначених глав лежить якась перська придворна розповідь, так і те, що автор користувався в оповіданні юдейським переказом. Що стосується інших частин 2 книги Ездри, то щодо них виникає питання: якими текстами своїх джерел (Хр, 1 Езд і Неємії) користувався автор при написанні зазначених частин. Екзегети Міхаеліс, Трендельбург, Берто, Фріче, Нельдеке, Кауто та ін. вважають, що автор 2 Езд мав під руками єврейський текст названих джерел і то в редакції більш справній, ніж та, в якій ці джерела дійшли до нас. На думку ж дослідників Дена, Ланге, Кейлі, Ширера, Цокклера, письменник 2 Езд користувався тільки грецьким текстом своїх джерел, піддавши цей текст переробці. Більше аргументів на стороні захисників першої думки. Деякі прочитання 2 Езд можуть бути пояснені лише припущенням єврейського оригіналу. Так, в 2:16 автор читає ім'я одного з ворогів юдеїв як Βήλεμος (Вілем), що могло виникнути тільки з єврейського bischlam (1 Езд 4:7), а не з грецького εν ειρήνη (LXX зрозуміли bischlam в сенсі номінальною beschlom — «у світі»). У 1:10 читання έχοντες τα αζυμα («тримаючи опрісноки»), відмінне від паралельного 2 Хр 35:10 κατά τήν έντολήν τού βασιλέως («за наказом царя») могло статися внаслідок помилкового змішання євр. mizvath (веління) з абсолютно подібним по зображенню mazhoth. У 2:17 читання κριται («судді») замість власного імені Дінеі також могло виникнути тільки з помилкового розуміння єврейського dinaje в сенсі dajjane, «судді», тоді — як у LXX слово правильно передається власним Δειναιοι. (Інші приклади у Nestle, Marginalien und Materialien Tubingen. 1898. S. 24 — 26). Посилання ж захисників думки про користування автором 2 Езд грецьким оригіналом на схожість 2 Езд з текстом LXX у вживанні рідкісних слів (8:86, порівн. 1 Езд 9:13; 9:51; порівн. Неєм 8:10), а також у відступах від єврейського оригіналу (1:3, порівн. 2 Хр. 35:3;19, порівн. 2 Хр 35:9 тощо) не мають значення, як це показано Нестле (Marginalien S. 26-27). Але, припускаючи єврейський оригінал для 2 книги Ездри, немає підстав стверджувати разом з деякими авторами, що цей оригінал являв собою кращу редакцію єврейського тексту книг Хронік, Ездри і Неємії, ніж яка дійшла до нас: вказуються Трендельбургом кращі читання передбачуваного оригіналу в дійсності не має переваги перед масоретським текстом (Bissel, The Apokrypha, p. 66-68).

## Особливості
Що стосується ставлення упорядника 2 Езд до своїх оригіналів, то про це можна сказати наступне. Автор користується єврейським текстом вільно, піклуючись про ясність думки і легкості викладу. Відповідно до цього він уникає гебраїзмів (8:6. порівн. 1 Езд 7:9) скорочує оригінал (1:10 порівн. 2 Хр 35:10-12; 2:16, порівн. 1 Ездра 4:7-11; 6:3-4, порівн. 1 Ездра 5:3-4), робить додавання (1:56; порівн. 2 Хр 36:20; 2:5, порівн. 1 Езд I:3; 2:9, порівн. 1 Езд 1:4; 5:46, порівн. 1 Езд 2:70 і багато ін.), пояснення (2:17,24-25; 6:3, порівн. 1 Езд 4:8,13,17; 2:19; порівн. 1 Езд 4:13; 2:20, порівн. 1 Езд 4:14,19), змінює форму власних імен (пор. 5:8 і д., 1 Езд 2; Неєм 7). У деяких випадках автор виявляє і хибне розуміння оригіналу, уявляючи, наприклад, Зоровавеля сучасником Дарія Гістаспа (гл. 5), неправильно витлумачуючи розділ 1 Езд 4:7-23 (пор. 2 Езд 2,(6) і деякі окремі повідомлення (порівн. 5:70; 6:27; 9:49).
Оповідання 2 Езд не має закінченого характеру. Зважаючи на це припускають, що кінець книги, що, ймовірно, розповідав про Неєм 8-9, не дійшов до нас (Цунц). На думку Тренделенбурга і Ейхгорна, ми не маємо і початку книги, так як автор, мабуть, не обмежився оглядом подій з 18-го року Йосії, а згадав і про перші роки Йосії, включивши в свій виклад 34 глави 2 Хр. Але твердого підґрунтя подібні припущення під собою не мають.

## Дата та місце створення
Про час походження 2 Езд важко сказати щось певне. Перша історична вказівка на книгу є у Й.Флавія, який у своєму викладі подій початку післяполонну часу (Древн. X і XI) слідує саме 2 Езд. Звідси можна зробити висновок, що книга написана не пізніше 1-го століття нашої ери — але коли саме, невідомо. Фріче вважає автором книги якогось еллініста, який жив у Палестині. Ден, Ланген і Біссел вважають, що книга створювалась в Єгипті. Вказівку на Єгипет Біссел бачить в зауваженні 4:23 («готовий плавати по морю і річках»), а інші автори — в особливостях мови книги. За загальними міркуваннями, потреба в грецькому тексті книги Ездри швидше могла виникнути в Єгипті, ніж в Палестині.

## Канонічність
Першим письменником, що користувався 2 книгою Ездри, як зазначено вище, був Й.Флавій. Ставлячись до книги з довірою, намагаючись усунути деякі порушувані нею суперечності, Й.Флавій, однак, в деяких місцях відступає від неї і слідує її оригіналам при передачі (1:9; 1:38; 2:15). У церковних учителів 2 книга Ездри цитується дуже часто. Посилання на книгу знаходяться, наприклад, у Климента Александрійського (Strom, I, 21), у Орігена (Homil. XI, Comment, in loann. T. VI, 1), у Кипріяна (Ер. 74, 9), у Ієроніма (Praef. in vers, lib. Ezr.) і Августина (De Civit. Dei XVIII, 36; De doctr. Christ. II, 8). Діглель (Ceschichte AT im Christi-Kirche, ст. 182) каже, що більшість батьків церкви, за винятком Ієроніма, вважали 2 книги Ездри канонічною. Але з цитат отців, які відносяться головним чином до епізоду спору охоронців, видно тільки, що книга користувалася повагою, належала до Св. Письма і цитувалася. У каталогах канонічних книг 2 книги Ездри немає. Тільки блажанний Августин визнавав у книгах, саме в мові про істину (4:34-40) месіансько-пророчий сенс і, мабуть, зараховував її до канонічних. Блаженний Ієронім, навпаки, цінував книгу невисоко, відносячи її до апокрифам. Дотримуючись погляду блаж. Ієроніма, Тридентський собор не прийняв книгу в канон, і в офіційних виданнях Вульгати вона чи не міститься зовсім, або міститься як додаток. Погляду блаж. Ієроніма дотримувався і Лютер, який говорив, що в 2 і 3 книгах Ездри немає нічого такого, чого б не можна було знайти в кращій формі у Езопа або в інших менш важливих книгах. Тому багато протестантських екзегетів не надають ніякого значення 2 книзі Ездри і при дослідженні післяполонного періоду зовсім не користуються нею.

## Значення книги для сучасної біблеїстики
Всупереч зазначеним поглядам, новітня критика, як уже зазначено, піднесла значення книги. Сучасні біблійні вчені припускають, що канонічна Книга Ездри та второканонічна Друга книга Ездри є двома варіантами однієї книги, які утворились внаслідок раннього поділу книги на дві версії, які в подальшому розвивались окремо і стали Першою та Другою книгами Ездри. Лише один з варіантів книги був визнаний канонічним, інший варіант поповнив перелік другоканонічних книг. Вивчення Другої книги Ездри допомагає краще зрозуміти процес створення та розвитку канонічної Першої книги Ездри.